# Militärflugplatz Achtubinsk

i8
i11
i13
Der Militärflugplatz Achtubinsk (ICAO-Code: URWH) ist ein Militärstützpunkt, der zur russischen Militäreinrichtung für Luftfahrtforschung und -erprobung, dem 929. Staatlichen Flugerprobungszentrum, benannt nach Waleri Tschkalow, gehört und sich in Achtubinsk in der Oblast Astrachan in Russland befindet.

## Geschichte
Das damalige staatliche Rotbanner-Gesamtforschungsinstitut der WWS wurde 1960 von Tschkalow in der Oblast Moskau an diesen Standort verlegt und im selben Jahr wurden in Achtubinsk die wissenschaftlich-experimentelle Abteilungen für Atomtests eingerichtet.
Der Flugplatz wurde bereits 1948 für Tests genutzt. Am 30. Juni 1948 stürzte der Testpilot und Held der Sowjetunion, W. D. Luzenko, mit einem Flugzeug unbekannten Typs ab. Am 27. Oktober 1949 starb der Testpilot Je. S. Grinfild beim Absturz eines La-15-Flugzeugs in Achtubinsk während der ersten Vorführung von Fluggeräten. Am 9. April 1963 starb ein weiterer Testpilot, W. I. Grozki, während eines Testflugs eines Jagdbombers vom Typ Suchoi Su-7B in der Nähe des Flugplatzes Achtubinsk.
Im Jahr 2013 wurde auf dem Flugplatz eine neue Betonpiste 12L/30R mit den Abmessungen 4000 × 65 m gebaut. Die Baukosten betrugen 4,3 Milliarden Rubel. Die zweite Etappe des Wiederaufbaus des Militärflugplatzes begann am 1. Juni 2017.

### Russisch-Ukrainischer Krieg
Im Juni 2024 wurde eine Su-57-Attrappe auf das Flughafenvorfeld gemalt.
Im Zuge des Russischen Überfalls auf die Ukraine behauptete der ukrainische Militärgeheimdienst am 9. Juni 2024, bei einem Angriff auf den Luftwaffenstützpunkt Achtubinsk erstmals zwei russische Su-57-Kampfflugzeuge durch Drohnen beschädigt zu haben. Der GUR meldete nach dem Angriff Opfer. Weitere Informationen über den Angriff lieferte der russische Telegram-Kanal „Fighterbomber“, der detailliert beschrieb, dass der Angriff von ukrainischen Drohnen durchgeführt wurde und eine Su-57 durch Granatsplitter beschädigt worden war. Derselbe Kanal fügte außerdem hinzu, dass der Zustand des Flugzeugs derzeit untersucht werde, um festzustellen, ob es repariert werden kann oder nicht. Das ISW nahm die Kritik zur Kenntnis, dass eine einzelne Su-57 trotz ihres geschätzten Wertes von 35 Millionen Dollar nicht durch einen Hangar geschützt war. Auf Maxar-Satellitenbildern war ein Krater neben einer Su-57 in Achtubinsk zu sehen.

## Flugzeuge
Sechs der hochmodernen Überschall-Kampfjets vom Typ Suchoi Su-57 der 5. Generation wurden im Januar 2023 auf kommerziellen Satellitenbildern gesichtet und sind in Google Maps sichtbar.